# Xenochroma salsa
Xenochroma salsa là một loài bướm đêm trong họ Geometridae.